# Château de Villacerf
 (avril 2023).
La mise en forme du texte ne suit pas les recommandations de Wikipédia : il faut le « wikifier ».
Les points d'amélioration suivants sont les cas les plus fréquents. Le détail des points à revoir est peut-être précisé sur la page de discussion.
- Les titres sont pré-formatés par le logiciel. Ils ne sont ni en capitales, ni en gras.
- Le texte ne doit pas être écrit en capitales (les noms de famille non plus), ni en gras, ni en italique, ni en « petit »…
- Le gras n'est utilisé que pour surligner le titre de l'article dans l'introduction, une seule fois.
- L'italique est rarement utilisé : mots en langue étrangère, titres d'œuvres, noms de bateaux, etc.
- Les citations ne sont pas en italique mais en corps de texte normal. Elles sont entourées par des guillemets français : « et ».
- Les listes à puces sont à éviter, des paragraphes rédigés étant largement préférés. Les tableaux sont à réserver à la présentation de données structurées (résultats, etc.).
- Les appels de note de bas de page (petits chiffres en exposant, introduits par l'outil «  Source ») sont à placer entre la fin de phrase et le point final[comme ça].
- Les liens internes (vers d'autres articles de Wikipédia) sont à choisir avec parcimonie. Créez des liens vers des articles approfondissant le sujet. Les termes génériques sans rapport avec le sujet sont à éviter, ainsi que les répétitions de liens vers un même terme.
- Les liens externes sont à placer uniquement dans une section « Liens externes », à la fin de l'article. Ces liens sont à choisir avec parcimonie suivant les règles définies. Si un lien sert de source à l'article, son insertion dans le texte est à faire par les notes de bas de page.
- La présentation des références doit suivre les conventions bibliographiques. Il est recommandé d'utiliser les modèles {{Ouvrage}}, {{Chapitre}}, {{Article}}, {{Lien web}} et/ou {{Bibliographie}}. Le mode d'édition visuel peut mettre en forme automatiquement les références.
- Insérer une infobox (cadre d'informations à droite) n'est pas obligatoire pour parachever la mise en page.

Pour une aide détaillée, merci de consulter Aide:Wikification.
Si vous pensez que ces points ont été résolus, vous pouvez retirer ce bandeau et améliorer la mise en forme d'un autre article.
 (avril 2023).
Le château de Villacerf, longtemps appelé le château de Saint-Sépulchre ou Saint-Sépulcre, se trouvait à  Villacerf dans l'Aube. Il a été détruit à la Révolution.

## Localisation
La carte de Cassini (deuxième partie du XVIIIe siècle) indique une large propriété rectangulaire longue d'environ 1 500 m et large d'environ 500 m, orientée nord-ouest/sud-est, bordée au nord-ouest par l'actuelle D165 (rue Édouard Colbert), au nord-est par le cours d'eau Melda et au sud-ouest par le fossé de la rivière Neuve. La carte actuelle donne à ce terrain le nom le Parc ; il est de nos jours traversé au milieu dans le sens de la longueur par une petite route bordée de parcelles dont la découpe semble reprendre en partie celle des anciens parterres et divisions du parc du château d'antan, y compris des rangs de vergers. Les cours d'eau actuels permettent le repérage en comparant avec un plan ancien du château et de son parc (comme celui ci-dessous) : le château se trouvait vers le côté nord-est, entre la Melda et le petit fossé qui la longe au sud. Il reste un petit étang à la place de la grande pièce d'eau autrefois située dans la perspective directe du château vers le sud-ouest.

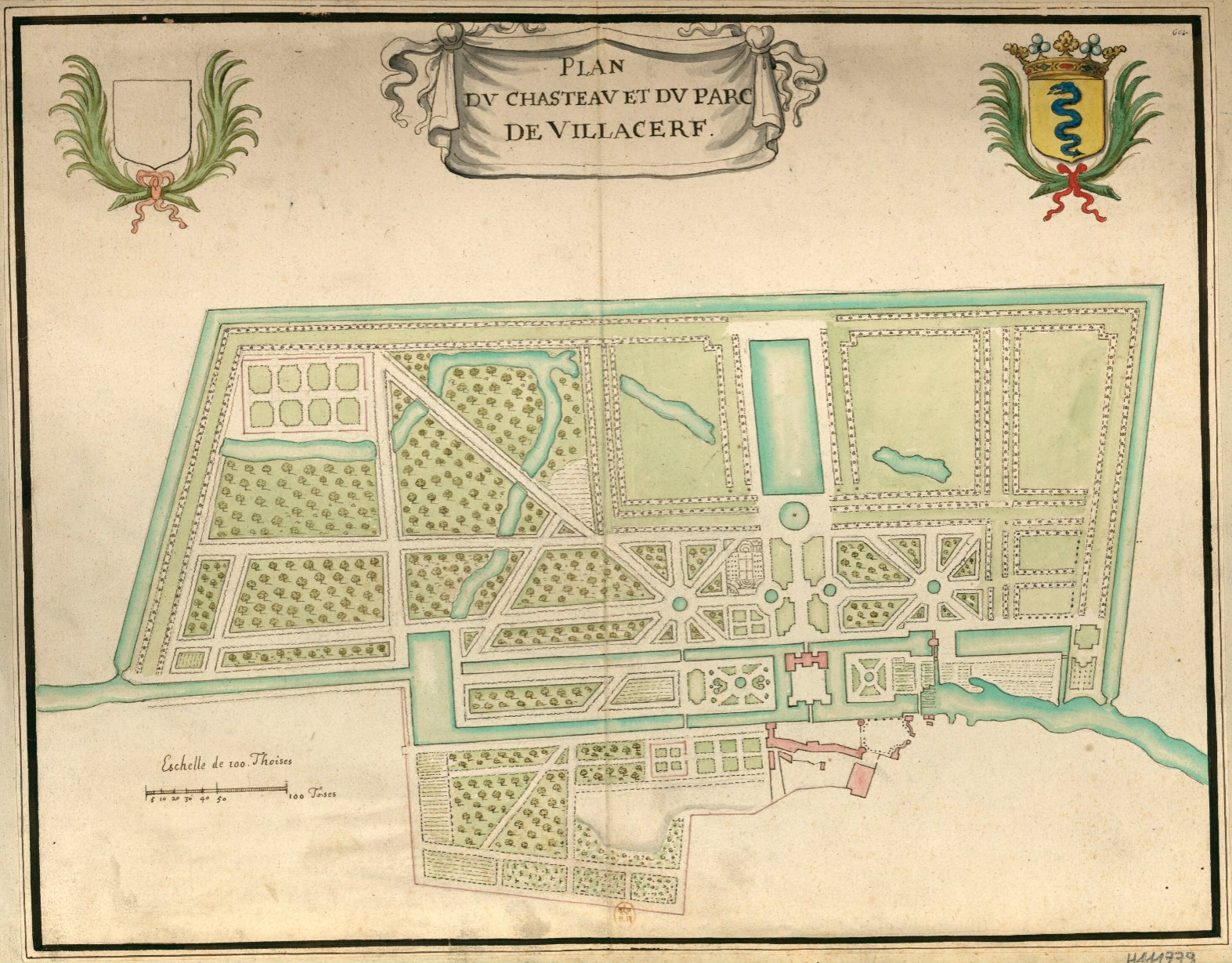
Plan du château et du parc de Villacerf
(dessin par Louis Boudan, vers 1700).N.B. : Le nord est en bas.

## Toponymie
Le lieu s'appelle Samblières (ou Semblières) jusqu'à la fin Xe siècle, quand saint Adérald, chanoine et archidiacre de Troyes, rapporte de son voyage à Jérusalem un morceau de pierre du sépulcre de Jésus Christ. Il fait bâtir à Samblières un prieuré clunisien et y dépose cette pierre. Ce monastère est appelé Saint-Sépulcre (Saint-Sépulchre) et le village prend alors ce nom lui aussi,.
Le nom de Saint-Sépulcre est aboli et remplacé par celui de Villacerf en 1673 (sous Louis XIV), en faveur d'Édouard Colbert de Villacerf.
Mais, au plus tard au XIVe siècle, il existe déjà dans les environs un lieu appelé Villarcel, qui devient Villacerf entre 1476 et 1531. Ce Villacerf est renommé Riancé par lettres patentes de janvier 1688 (toujours sous Louis XIV).
Corrard de Bréban (1856) précise qu'au XVIIe siècle le nom de Villacerf ne sert « à désigner qu'une seigneurie du voisinage, celle de Riancey » ; et Courtalon-Delaistre indique que « la terre de Riancey, sur le bord de la Seine au nord-ouest […] était l'ancien Villacerf, où était une chapelle dont le titre a été transféré au nouveau Villacerf, qui n'était autrefois qu'un hameau dépendant de Saint-Lyé, mais qui depuis a été érigé en paroisse ». En 1884, Villacerf (le nouveau) est un hameau dépendant de Messon.
Autrement dit, Saint-Sépulcre devient le nouveau Villacerf (en 1673) et l'ancien Villacerf devient Riancey (en 1688).

## Histoire
Selon Babeau, le château est « vraisemblablement antérieur au prieuré ».

### Seigneurs de Saint-Sépulcre
Une famille seigneuriale portant le nom de Saint-Sépulcre existe aux XIe et XIIe siècles, mentionnée pour la première fois en 1114, avec Bovon de Saint-Sépulcre :
- Une petite-fille de ce Bovon, Elisabeth[16] ou Isabelle, épouse Hugues de Romilly. On trouve leur trace en 1163 : ils veulent asservir les religieux à des coutumes injustes[17] et Henri le libéral (comte de Champagne 1152-1181) prend le prieuré sous sa protection cette année-là. En 1179, Elisabeth donne à l'église du Saint-Sépulcre son alleu de Vailly[16] (en pénitence).
- En 1231, Odon (ou Eudes[18]) Ragot, seigneur de Saint-Sépulcre, et sa femme Aelidis, donnent aux Templiers les pâtures de la Chapelle-Vallon ; Odon est qualifié de miles, homme de guerre et chevalier, connétable de Bourgogne[19].
- Jublainville mentionne aussi, sans date, Gui Ragot de Saint-Sépulcre, également seigneur de Champlost[18].
- Séier de Ganz, écuyer[20], est signalé par Jublainville comme seigneur de Saint-Sépulcre[21] avec sa femme Alix[18], au temps du comte Thibaut IV (vers 1250)[22].
- Décembre 1348 : Gui de Saint-Sépulcre, prévôt de Troyes[23]. Babau signale un Guy en 1356[24], peut-être le même.
- Janne de Bricous, et Jean, qui est peut-être son fils, vers 1390[24].
- Guyot, en 1398[24].
- 1475 : Jean Juvenel des Ursins, « baron de Traînel, seigneur de Marigny et Saint-Sépulcre, vicomte de Troyes »[25]. Il est encore signalé comme seigneur de Saint-Sépulcre en 1486[25],[26], date à laquelle il est aussi seigneur de Chauchigny ; et en 1487[25].
- 1517 : Philbert de Beaujeu, « baron de Traînel, Marigny et Saint-Sépulcre »[25].

Puis viennent les de la Roère ou Roëre :
- 1529 : François (I) de la Roëre[26] († entre 1545[25] et 1551[27]), fils de Jacques (Ier) († avant 1528) de La Roëre et de sa femme Louise de Rossey. Il épouse Hilaire Raguier[27],[28],[n 2], fille de[29] Dreux Raguier, baron de Poussey, seigneur de Thionville, Charenton, etc. Prévôt des marchands de Paris, échanson du roi, et de Martine Hennequin (fille de Pierre III Hennequin, seigneur de Mathaux, conseiller en la Chambre du Trésor). François (I) de la Roëre achète Saint-Sépulcre de Philbert de Beaujeu pour 7 000 livres tournois[26] et cent écus d'or d'épingles[30]. Il est encore signalé seigneur de Saint-Sépulcre, Chamoy et Mergey en 1545 — à cette date il a aussi acquis la seigneurie de Chauchigny — et en 1549[25]. En 1551, Hilaire Raguier est dite « veuve de François (I) de la Roère, en son vivant seigneur de Chamoy, ayant la garde noble de ses enfants mineurs Jacques (IIe) et N. de la Roère[27] ». Le "N." en question est probablement une fille, car Salomon dit que François est fils unique[31].
En 1558, Hilaire Raguier et son fils Jacques (II) de la Roère sont convoqués à l'appel du ban et arrière-ban par le roi Henri II (en guerre contre les anglais et les espagnols)[32],[n 3].
- 1560 et 1570 : Jacques (IIe) de la Roëre[n 4] est dit seigneur de Saint-Sépulcre, Chauchigny, Mergey et Froiderive (commune de Mergey) ; aussi seigneur de Chamoy en 1570[27].
- En 1558, on trouve aussi Nicolas Bizet, époux de Guillemette de Marisy[30] tenant le fief de Saint-Sépulcre, valant 30 livres ; il est cité lors de la convocation du ban et arrière-ban[33]. Au Moyen-Âge, il est courant que plusieurs personnes soient seigneurs de différentes parties de la même seigneurie ; c'est probablement ce qui se passe ici, car dans le même document se trouvent aussi convoqués « Damoiselle Hilaire Raguier, veuve de noble sr François de la Roère, vivant sr de Chamoy, Sommeval, Vaucemain, Pommeroy, Chamblain, le fief du Plessis, Percey, Fontaine Saint-Georges, Saint-Sépulcre, Mergey, Champigny et Feuges, tant en son nom que comme douairière sur les dites terres par indivis, pariant avec Jacques (IIe) de La Roère, son fils, valant 250 liv. »[32].
- 1597 : Olivier de la Roëre[n 5], seigneur de Chamoy[34] et de Saint-Sépulcre[35].
- Quelques années après Olivier, Jeanne de Guédon[35] (sa veuve, ou la terre a-t-elle été rachetée).
- 1602 : Jacques de Guésdon seigneur de Saint-Sépulcre, Mergey et Froiderive, vicomte de Saconnay[25] et également seigneur de Fuligny[36],[n 6].
- 1608 : selon Babau, Charles de Villemontée achète la seigneurie de Saint-Sépulcre de Jacques de Guésdon pour 50 500 livres[30] ; cependant une pièce d'archive de 1604 parle de « saisie réelle de la terre de Saint-Sépulcre et dépendances, sur Jacques de Guédon vicomte de Saconnay, seigneur des dits lieux, à la requête de Charles de Villemontée, seigneur de Montaiguillon et Villenauxe en partie, en vertu d'une obligation passée à son profit[37] ». Villemontée est signalé seigneur de Saint-Sépulcre en 1609[25]. Déjà à cette date, Odard Colbert de Villacerf[38] (l'ancien Villacerf) désire acheter Saint-Sépulcre, mais il n'est pas averti à temps de l'adjudication[39]. Charles de Villemontée est encore mentionné en 1616[35],[40],[n 7] et 1620[25],[n 8].
- 1623 : sont signalés comme seigneurs de Saint-Sépulcre « MM. de Villemontée », ce qui signifie qu'il y a alors au moins deux hommes Villemontée, seigneurs sur cette terre. Charles de Villemontée meurt avant 1632 : sa femme Catherine de Rousseray est signalée comme sa veuve à cette date et en 1643[40]. Villemontée (père ou fils) la revend en 1628 pour 96 000 livres à Claude Bullion de Longchamp[43],[35], conseiller d'État. En janvier 1632, Bullion obtient en sa faveur « l'érection de la terre & seigneurie de Saint-Sépulchre » en châtellenie par lettres patentes de Louis XIII faites à Metz et enregistrée au parlement en juin[44],[45].

- 22 octobre 1653 : Claude (II) Bullion, fils du précédent, la vend (ou l'échange)[37] à Henry Godet[30] ou Henry Godet-des-Marais[11], seigneur des Bordes, pour une rente de 4 200 livres[30].
- 1654 : Godet la vend à Louis Hesselin[30], qui devient baron de Saint-Sépulcre[25]. Louis Hesselin, maître de la chambre aux deniers[11], surintendant des plaisirs du roi et grand organisateur de fêtes[46], fait rebâtir le vieux manoir par Le Vau[11]. Hesselin a déjà utilisé les services de Le Vau pour faire construire sa maison à Paris au quai des Balcons de l'île Notre-Dame[46]. Il meurt en 1662, empoisonné par un de ses domestiques[47]. Ses héritiers vendent le château (et la seigneurie) à la criée en août 1667[48].

Château de Saint-Sépulcre reconstruit par Le Vau pour Hesselin
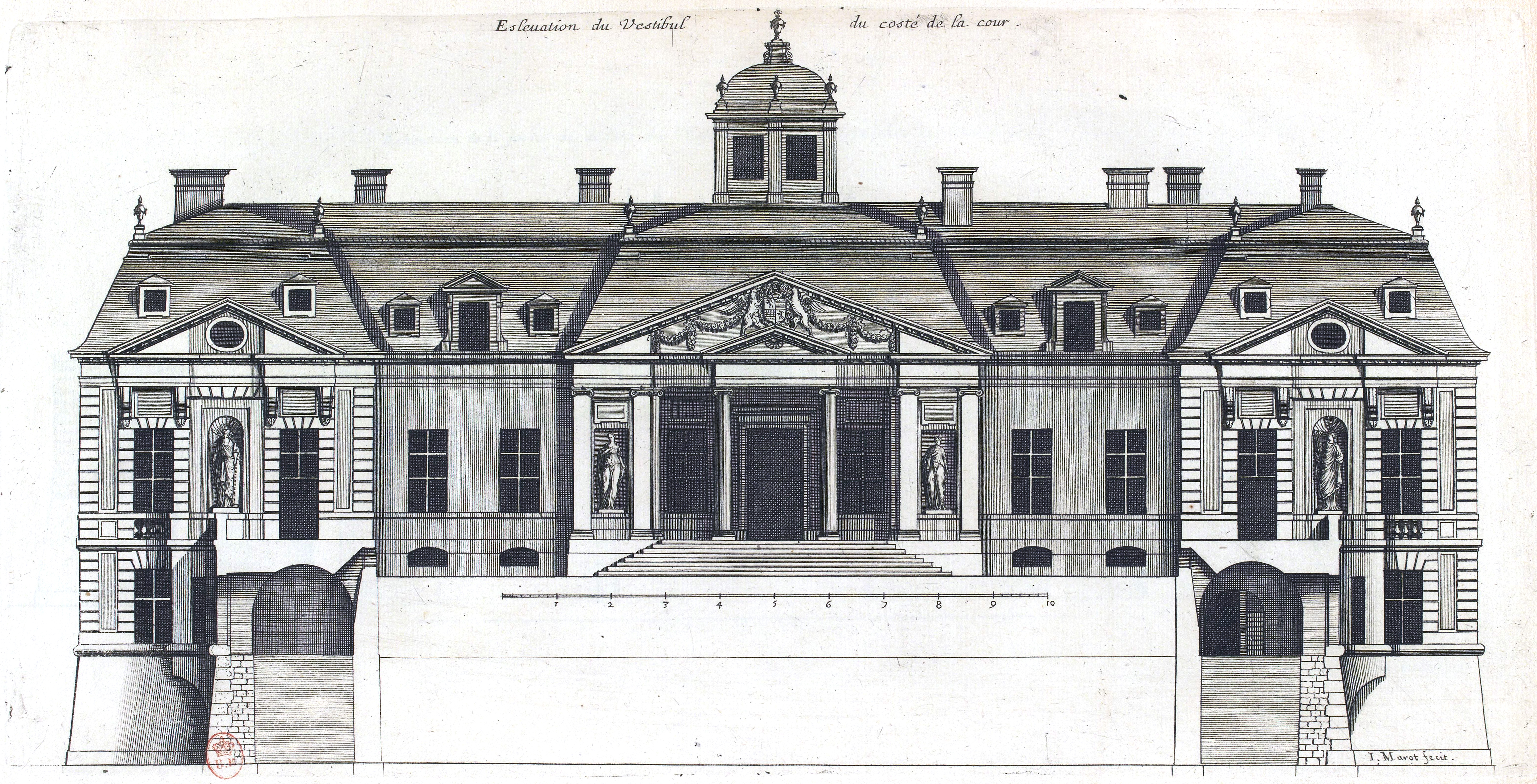
Élévation du vestibule du côté de la cour (dessin par Marot).
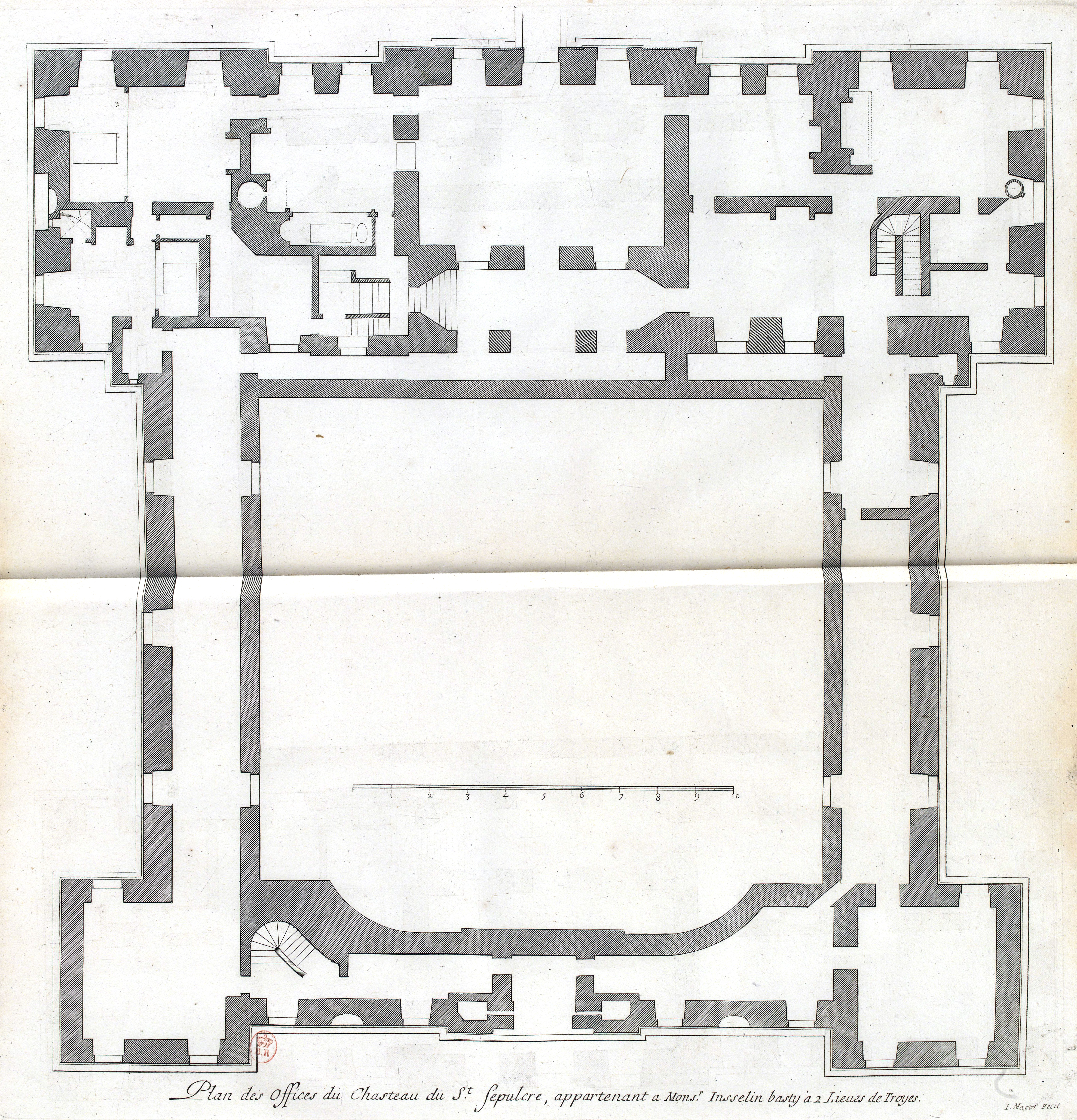
Plan des offices (dessin de Marot).

- Août 1667 : Édouard Colbert de Villacerf[n 9], fils de Jean-Baptiste Colbert de Saint-Pouange et de Claudine Letellier, achète le château de Saint-Sépulcre en 1667 pour 80 000 livres (soit 16 000 livres de moins que lors de la vente de Villemontée à Claude Bullion en 1628)[48],[49].
- Enfin, dans la deuxième moitié du XVIe siècle, Pierre Pithou (1539-1596) est juge seigneurial attaché à cette terre et est qualifié de garde de la seigneurie de Saint-Sépulcre[30].

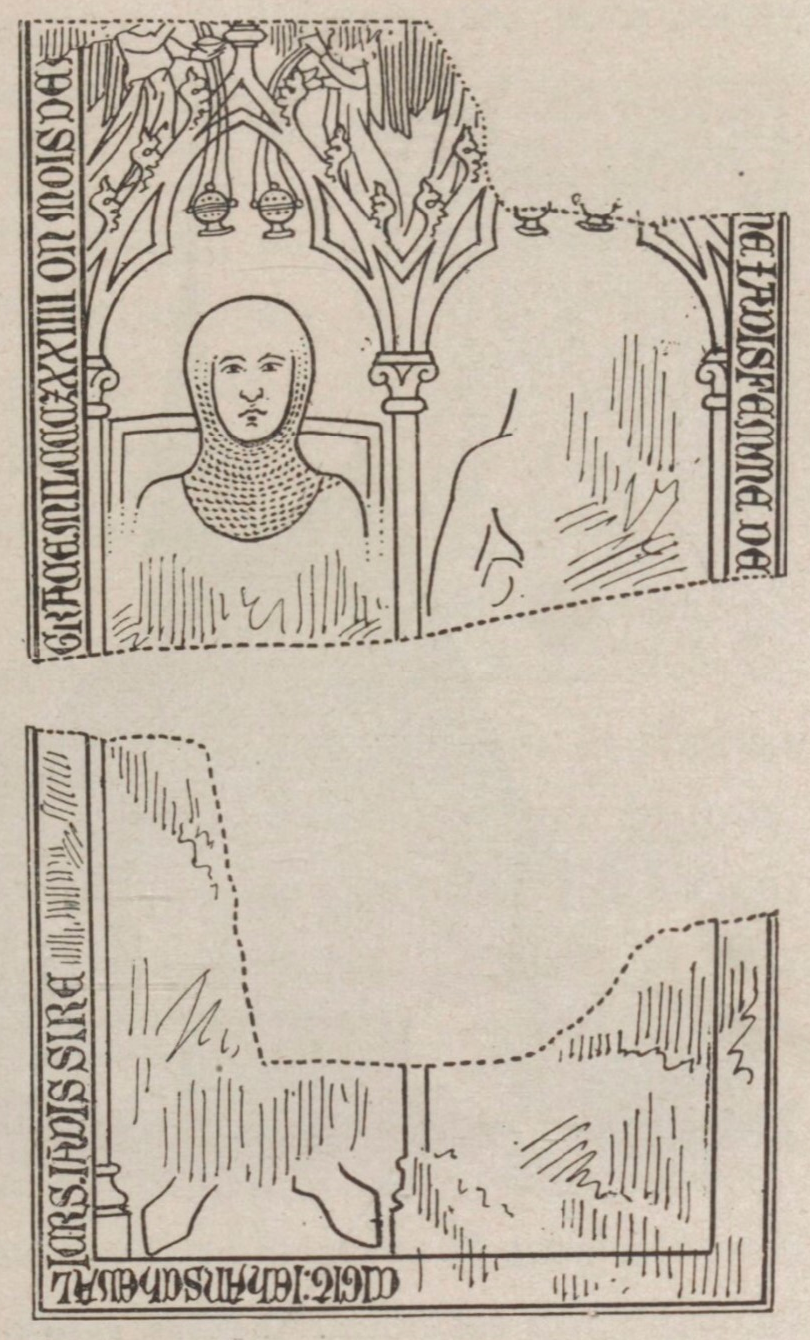
Jean de Villacerf († 1324), pierre tombale.

### Seigneurs de l'ancien Villacerf
- Jean († 1324 selon sa pierre tombale)[26] ; et un autre Jean, écuyer, en 1328[24].
- Guyet en 1346[35].
- 1363 : Pierre de Villers[26], seigneur de Villarcel, en partie par sa femme Ysabelle de Mortery[25].
- 1380 : Ysabel de Villarcel et son mari Mathieu de Montmorency, seigneur de Goussainville, vendent au roi Charles V divers biens dont « la terre et seigneurie de Villarcel, dans la châtellenie de Payns, appartenant en propre à ladite dame, et comprenant entre autres choses ung hostel ou manoir avec les jardins et tous les édifices, pourprins d'icelluy, si comme tout se comporte et extend de toutes pari, audict Villarcel cinq ou six que hommes que femmes de corps, de mortes mains[9]… ».
- 4 juillet 1394 : les chanoines de la chapelle du château de Vincennes achètent au seigneur de Payns la mouvance de Villacerf. Ils louent cette terre à des habitants de Villacerf pour une durée de trois vies. Le 11 décembre 1476, Jean Raulet prend à bail, pour sa vie, celle de sa femme et celles de ses enfants et petits-enfants, la terre de « Villarcel » des chanoines du Bois de Vincennes. En 1531, ses héritiers s'engagent à continuer ce bail pendant leur vie. Le 14 février 1564, le bail est pris par Jean Le Marguenat (d'après une déclaration de ces actes par les chanoines en 1584)[9].
- Guillaume de Marcilly en 1442[26].
- Un Jean Truchot, habitant Troyes, est cité (sans date) comme seigneur de Villacerf[50].
- Courtalon-Delaistre cite, lui aussi sans date ni référence, une Gauchère Truchot (vraisemblablement une descendante du précédent), dame de Villacerf, première femme de Nicolas Lefebvre qui reçoit ainsi cette terre par mariage[51] (le 19 décembre 1473[52]) ; après quoi il ajoute que ladite terre « a passé ensuite dans la maison de Colbert »[51], un raccourci qui souligne son manque de précision : le premier des Colbert à Villacerf est daté aux alentours de 1600 et d'autres familles sont mentionnées entre-temps.
- 29 mars 1567 : Jean Le Marguenat vend à Maurice de Gyé, archidiacre de Troyes, « la terre, justice et seigneurie de Villacerf, avec droits de haute, moyenne et basse justice, réservé le droit de bourgeoisie appartenant au seigneur de Payns. Cette terre, mouvante du chapitre du château de Vincennes, était chargée envers lui de 200 livres tournois de rente foncière, du samedi, veille de Pâques »[9].

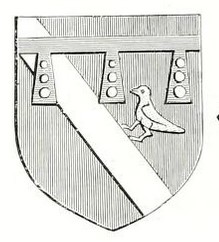
Blason d'un cadet de la famille Cochot, seigneur de Villacerf, dans l'église de Ruvigny.

- Dans le même temps, vers 1560, Nicolas Fouret ou Foret[27], Lefouret[11] ou Nicolas Forêt[48], à un riche marchand de Troyes, est aussi dit seigneur de Villacerf[49]. Sa femme se nomme Guillemette Cochet[48] ou Cochot († 1587 ou 1588[49]). Fichot suggère que la seigneurie de Villacerf passe par la famille Cochot[53] dont, d'après lui, un des cadets a été seigneur de Villacerf[53]. Nicolas Fouret est encore mentionné en 1580 comme seigneur de Villacerf et de Drosnay[54]. Il n'est pas le seul seigneur de Villacerf, car un litige commence en 1582 (il ne se termine qu'en 1594) lorsque Louis Dauvet, conseiller et aumônier ordinaire du Roi, et surtout sieur de Payns (la seigneurie dont relève Villacerf), se prétend seigneur en partie de Villacerf et, en cette qualité, fait tirer de la pierre au-dessous d'héritages appartenant à Nicolas Foret. Or, ce litige fait s'opposer Dauvet d'une part, et Nicolas Foret et les chanoines de la chapelle du Bois de Vincennes, d'autre part[9]. La seigneurie serait donc encore partagée. Quoi qu'il en soit, Nicolas Foret ne vit pas jusqu'à l'aboutissement de cette affaire, car en 1588 est mentionnée la vente des meubles de l'héritage de Nicolas Foret et Guillemette Cochot (« sieur et dame de Villecerf »)[55]. Ils décèdent vraisemblablement au plus tard en 1587, car leur fille Marie Cochot († 1618 ou avant)[56] épouse Odard (Ier) Colbert († 13 janvier 1640 à 80 ans, selon sa pierre tombale[n 10], ou 81 ans, selon Courtalon-Delaistre[57]), frère des Colbert de Reims[11],[58] ; et en 1587, Colbert est déjà désigné comme seigneur de Villacerf[49],[n 11]. Odard Colbert et Marie Foret ont deux fils, Odard (II)[25] et Jean-Baptiste[n 12].

Vitraux de l'église Saint-Eloi de Racines (Aube)
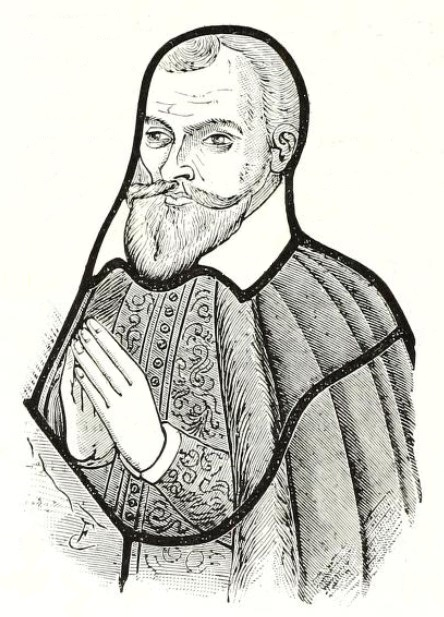
Odard Colbert († 1640)
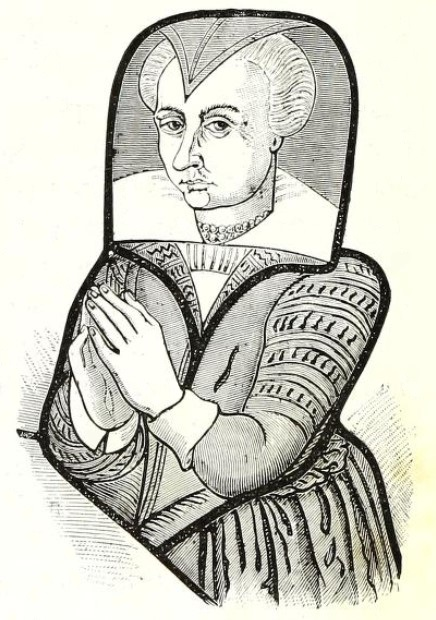
Marie Foret († 1618 ou avant)

A la mort de Fouret, Odard (Ier) hérite de la terre de Villacerf et devient Odard Colbert de Villacerf. Il possède aussi les seigneuries de Saint-Pouange,, de Drosnay et de Turgy. Son fils Jean-Baptiste Colbert de Saint-Pouange et Villacerf épouse (Claudine) Letellier (1604-1644), sœur du chancelier Michel Letellier.
Selon Corrard de Bréban, Jean-Baptiste Colbert de Saint-Pouange et Villacerf meurt en 1665, intendant de Lorraine ; mais dès 1664, les archives de l'Aube donnent son fils Édouard Colbert comme « baron de Payns, Villacerf et autres lieux », - le Villacerf en question étant à cette époque l'ancien Villacerf, devenu Riancé.

### Le nouveau Villacerf
Le nom de Saint-Sépulcre est aboli et remplacé par celui de Villacerf par lettres patentes de décembre 1673 (sous Louis XIV) en faveur d'Édouard Colbert. L'ancien Villacerf devient alors le Petit Villacerf avant de devenir Riancé en 1688.
C'est aussi avec Édouard Colbert que Villacerf devient un marquisat et que le château acquiert sa dernière physionomie : Édouard l'enrichit  en faisant intervenir François Girardon.

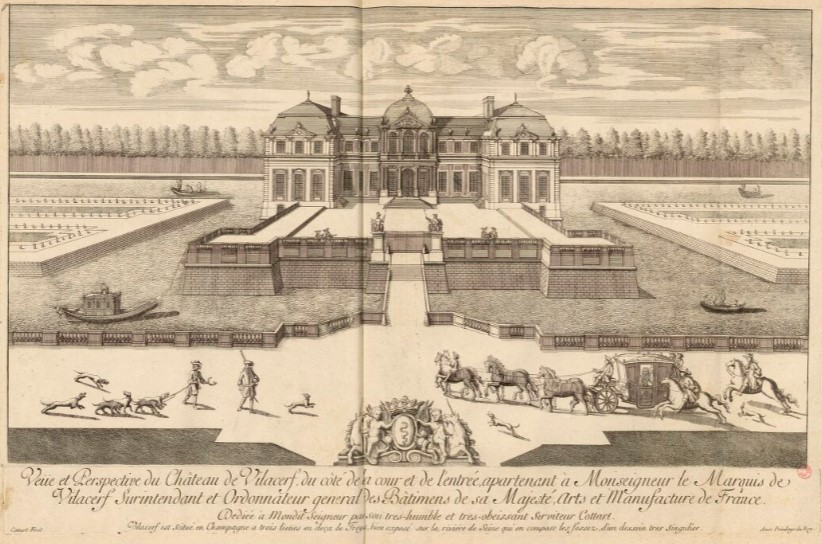
Le château reconstruit par Cottard, pour Édouard Colbert (dessin par Cottard).

Ce marquisat passe en 1705 à Pierre Gilbert Colbert (1671-1733), Grand maître d'hôtel de la duchesse de Bourgogne. À sa mort en 1727, le marquisat passe à Charles-Maurice Colbert, abbé de Naupfle et de l'abbaye Saint-André.
En 1738, la terre est achetée par Emmanuel-François-Joseph, comte de Bavière (de). Il meurt en 1747. Sa fille Marie Amélie Caroline Josèphe Françoise Xavière de Bavière, mariée à Armand Charles Emmanuel de Hautefort, marquis de Sarcelles (1741–1805), hérite de Villacerf,,. Elle est encore signalée marquise de Villacerf en 1778 et en 1784.
Le dernier propriétaire du château est Marie Amélie de Bavière, épouse du comte de Hautefort. Le bien est saisi à la Révolution.
Le château est détruit en 1792.
Du faste du château, il subsiste, en plus des dessins, les bustes de Louis XIV et de Marie-Thérèse qui sont au Musée Saint-Loup de Troyes, et la vierge au rameau de chêne de Simon Vouet au Louvre.

### Les seigneuries dépendantes
Courtalon-Delaistre donne la seigneurie du Grand Villacerf dans la mouvance en plein fief du château de Chappes, et donc dans la mouvance du duché d'Aumont. En font partie les fiefs de Sainte-Maure et du Pré de Queude, les terres et seigneuries de la Chapelle Saint-Luc, de Saint-Benoit-sur-Seine, de Charley, de Vermoise,, Mergey, Le Pavillon, Froide-Rive (commune de Mergey), Vannes, Feuges et d'autres lieux.
Les deux moulins de Chauchigny relèvent de Villacerf.
Au XVIIIe siècle, et probablement avant aussi, Villecerf inclut un grenier à sel dont dépendent de nombreux villages.

## Description
Avant sa reconstruction en 1659-1660, « le château, entouré de fossés alimentés par les eaux de la Seine, se présentait aux regards avec de hauts pavillons, sans doute en forme de tours, qui étaient reliés entre eux par des murailles surmontées de galeries couvertes. La porte principale, vraisemblablement précédée d'un pont-levis, était elle-même surmontée d'un pavillon, où l'on montait par un escalier en spirale ».
La reconstruction pour Hesselin est fait par l'un des frères Le Vau. La question est débattue quant à l'attribuer à Louis ou à François. Ce dernier est généralement désigné comme « Le Vau le jeune », un qualificatif qui n'est pas mentionné pour ce qui concerne Villacerf ; on aurait donc ici affaire à l'aîné, Louis. Toutefois, Anthony F. Blunt et à sa suite C. Tooth attribuent le Villacerf d'Hesselin à François, sur des bases stylistiques ; et J.P. Babelon pense que cette attribution est possible.

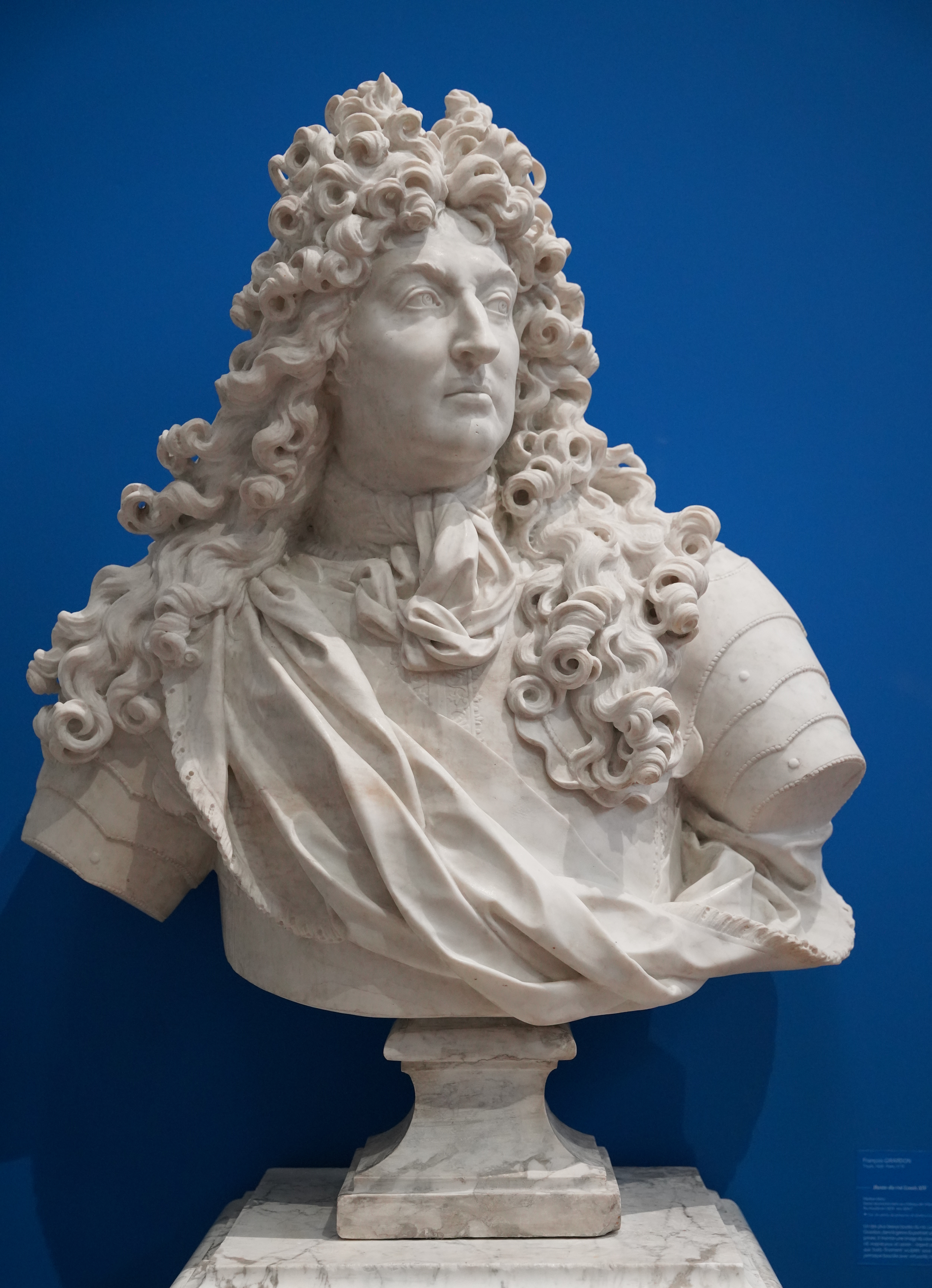
Louis XIV, par Fr. Girardon.
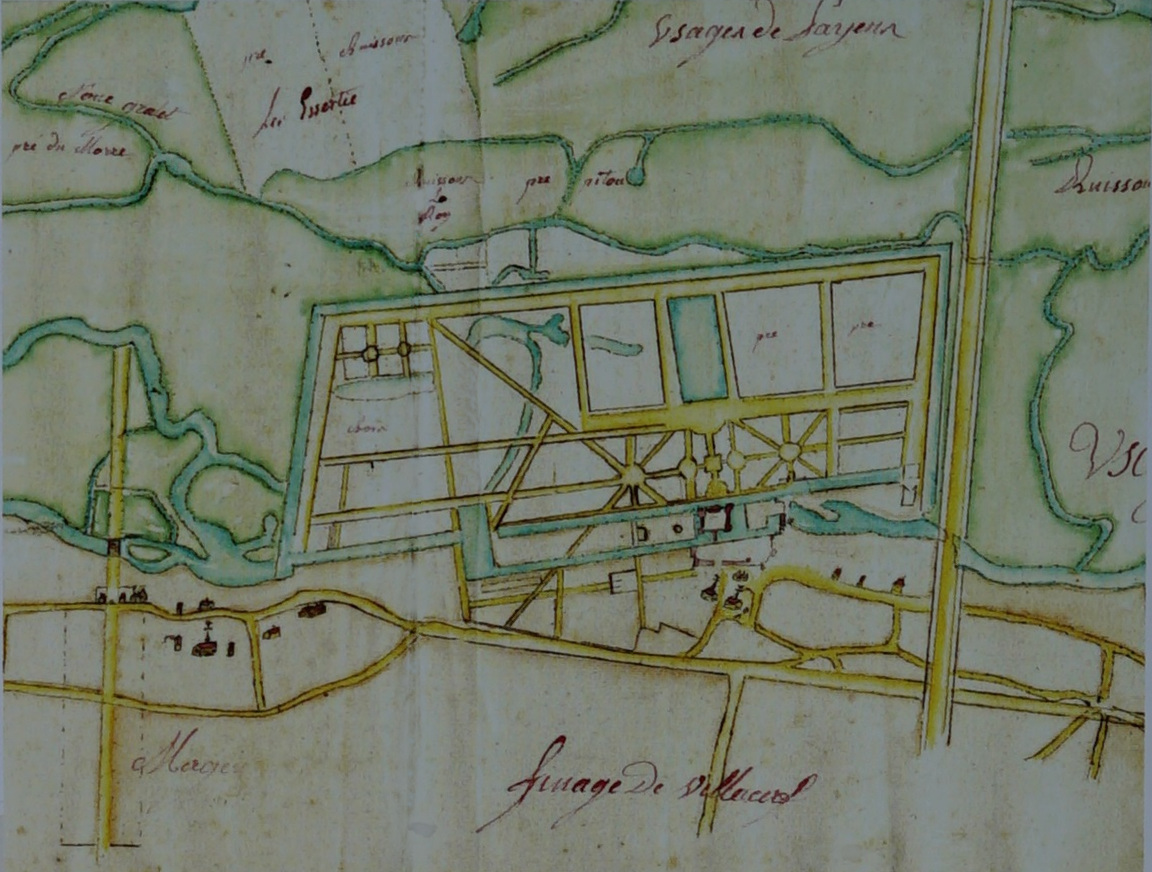
Son parc à la française.